# Ty - mne, ja - tebe
Ty - mne, ja - tebe (russisk: Ты — мне, я — тебе) er en sovjetisk spillefilm fra 1976 af Aleksandr Seryj.

## Medvirkende
- Leonid Kuravljov som Ivan Kasjkin / Sergej Kasjkin
- Tatjana Pelttser som Ljuba
- Alla Mesjjerjakova som Vera
- Svetlana Svetlitjnaja som Valja
- Jurij Medvedev som Stepan